# 2018 Schuster
2018 Schuster este un asteroid din centura principală, descoperit pe 17 octombrie 1931, de Karl Reinmuth.